# Meigenia immaculata
Meigenia immaculata là một loài ruồi trong họ Tachinidae.